# Adolphe Jung

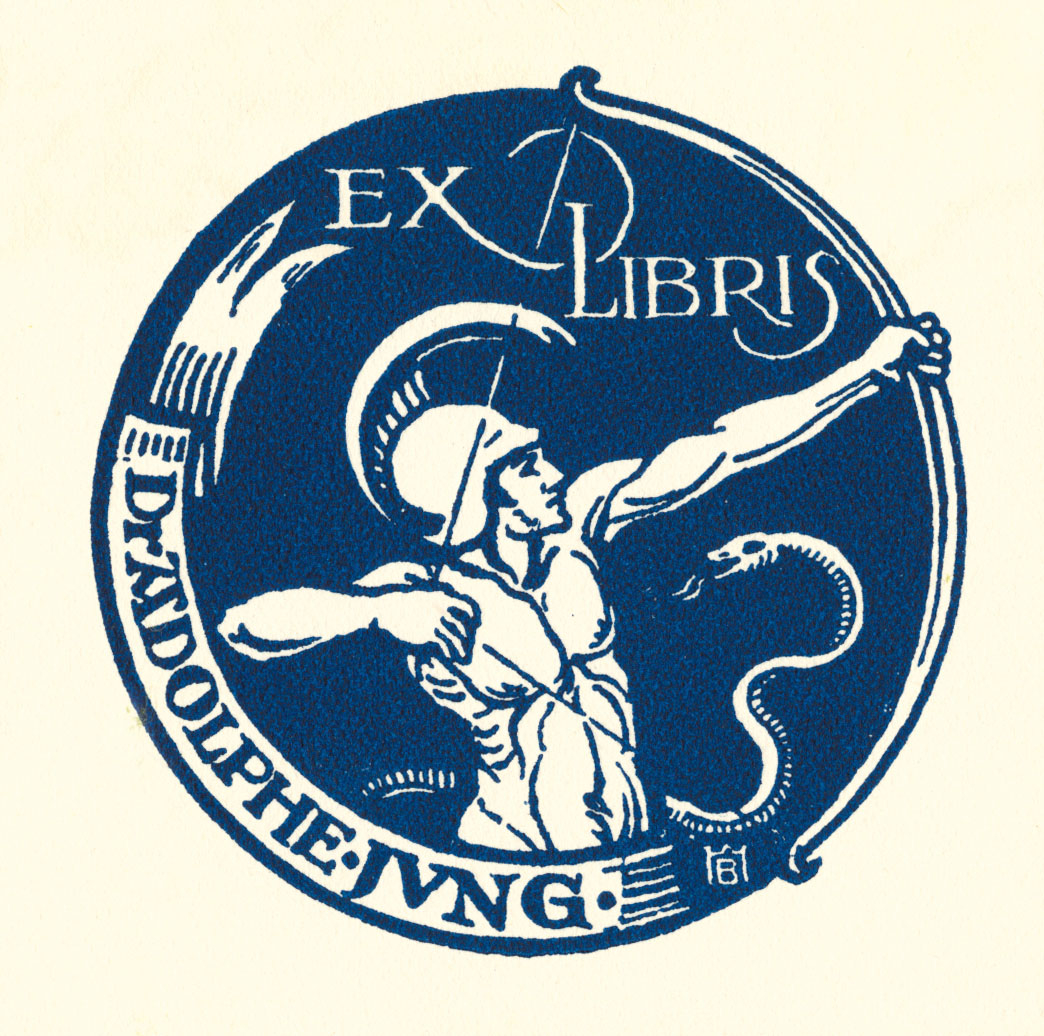
Exlibris Adolphe Jungs, von Henri Bacher

Adolphe Michel Jung (* 17. Dezember 1902 in Schiltigheim; † 1. Juli 1992 in Straßburg) war ein französischer Mediziner, Chirurg und Hochschulprofessor.

## Leben

### Ausbildung und Beruf
Adolphe Jung wuchs als Sohn eines elsässischen Kaufhausbesitzers in Schiltigheim auf. 1918 erwarb er zunächst in Straßburg das deutsche Abitur, einige Monate später die französische Hochschulreife. Anschließend studierte er zwischen 1921 und 1927 Medizin an den Universitäten Straßburg und Paris. Er war ein Schüler und einer der engsten Mitarbeiter von René Leriche, der zwischen 1924 und 1932 sowie zwischen 1934 und 1940 Chef der klinischen Chirurgie an der Universität Straßburg war. 1928 promovierte Jung bei Leriche. Vor dem Zweiten Weltkrieg erhielt Jung ein Stipendium der Caisse Nationale des Sciences, das ihm erlaubte, längere Zeit in den USA zu forschen. Er arbeitete hier unter den Chirurgen Evarts Ambrose Graham (1883–1957) an der Washington University in St. Louis, Missouri, Alfred Washington Adson (1887–1951) in der Mayo Clinic in Rochester, Minnesota und Charles Harisson Frazier (1870–1936) an der Universität Pennsylvania, außerdem unter Michael Ellis De Bakey (1906–2006), mit dem er eine enge Freundschaft schloss, am Charity Hospital in New Orleans, Louisiana. Nach seiner Rückkehr 1939 wurde er wenige Tage vor Ausbruch des Zweiten Weltkrieges zum außerordentlichen Professor der Universität Straßburg berufen.

### Besatzung und deutsche Zwangsverpflichtung
Den Westfeldzug erlebte Jung als Sanitätsoffizier der französischen Armee. Für seinen Einsatz in französischen Lazaretten erhielt er das Croix de Guerre. Nach dem Waffenstillstand von Compiègne 1940 arbeitete Jung als Arzt und Hochschullehrer in der Straßburger Universitätsklinik. Er betrachtete die Annexion des Elsass am 16. August 1940 mit Sorge, wollte sich nicht in die ab dem 23. November errichtete deutsche Reichsuniversität in Straßburg integrieren lassen und weigerte sich, der Forderung der Besatzer, sich zum Deutschtum zu bekennen und der NSDAP beizutreten, Folge zu leisten. Er trat von allen Ämtern an der Universität zurück. Jung wurde von den Nazis als Volksdeutscher betrachtet. Da er als rebellisch galt und weil das Deutsche Reich Ärzte und Chirurgen benötigte, um die Mediziner zu ersetzen, die an die Front geschickt worden waren, erhielt Jung am 6. März 1942 auf polizeiliche Anordnung eine Notdienstverpflichtung. Er wurde zunächst als Landarzt im badischen Pfullendorf eingesetzt, später im Städtischen Krankenhaus in Überlingen am Bodensee. Seine Ehefrau und seine zwei Söhne wurden im Elsass als Geisel gehalten, um Jungs Widerstand zu brechen. Nachdem er dem Chefarzt der Chirurgie an der Charité Ferdinand Sauerbruch seine missliche Lage geschildert und ihn gebeten hatte ihm zu helfen, holte der ihn im Oktober 1942 als seinen Privatassistenten nach Berlin. Er wurde als Oberarzt eingesetzt, der vor allem Sauerbruchs Privatpatienten behandelte.
Wohl Ende 1942 nahm Fritz Kolbe, Mitarbeiter des Auswärtigen Amtes und Freund (sowie später Ehemann) von Sauerbruchs Sekretärin Maria Fritsch, Kontakt zu ihm auf. Kolbe, der Jung testen wollte, ob er bereit war, Widerstand zu leisten, informierte Jung darüber, dass Otto Abetz, der deutsche Botschafter im besetzten Frankreich, unmittelbar die Verhaftung von Pierre-Marie Gerlier, Erzbischof von Lyon, Primas von Frankreich und Kardinal, plane. Obwohl er misstrauisch war, informierte Jung seinen Bruder Robert in Straßburg sowie auch französische Behörden. In der Folge bauten Jung und Kolbe einen Spionageapparat in der Charité auf. Sie sammelten, ordneten und kopierten Geheime Reichssachen, die Kolbe aus dem Außenministerium entwendete und dann über Kurierfahrten zum späteren CIA-Gründer Allen Welsh Dulles in die Schweiz schmuggelte. Jung nutzte seinerseits auch gemeinsame Dienstreisen mit Sauerbruch, um gestohlene Dokumente an die französische Résistance zu liefern.
Jung führte ein geheimes Tagebuch, das im Jahre 2000, acht Jahre nach seinem Tod, von der Familie entdeckt wurde. Seine Schwiegertochter Marie-Christine Jung transkribierte es und nannte es Un Chirurgien dans La Tourmente (Ein Chirurg im Sturm). Jung beschrieb hier vor allem seinen Chef Ferdinand Sauerbruch penibel genau. Er charakterisierte ihn als einen Mann, der patriotisch und national dachte, aber anti-nazistisch eingestellt war und den Antisemitismus verabscheute. In Sauerbruchs Privatvilla, in der Jung häufiger zu Gast war, lernte er Regimegegner kennen. Jung bezeugte außerdem, dass Sauerbruch trotz stetiger Gefahr, entdeckt zu werden, bis 1945 Juden in seiner Klinik behandelte, versteckte und zumindest in einem Fall zur Flucht vor der Gestapo verhalf.

### Weitere Laufbahn
Nach dem Fall Berlins kehrte Jung nach Straßburg zurück und konnte wieder als Professor an der Universität Straßburg tätig werden. 1947 hielt Jung viele Vorträge in den USA, unter anderem in Washington, D.C., Los Angeles, San Francisco und Cleveland. Von 1954 bis 1957 arbeitete er als Direktor der Chirurgischen Universitätsklinik an der Universität des Saarlandes in Homburg und als letzter französischer Prorektor. 1958 wurde er als Nachfolger des 1954 ausgeschiedenen Edmond Allenbach Direktor des Hôpital Stéphanie in Straßburg. Er bekleidete den Lehrstuhl in chirurgischer Pathologie. Mit seinem Amtsantritt wurde das Hôpital Stéphanie Teil des Centre hospitalier universitaire (C.H.U.) de Strasbourg. Das Amt hatte er 16 Jahre lang inne, bis 1974. Ab 1969 gründete und leitete er das Labor für Chirurgische Pathologie der Universität Straßburg. Er veröffentlichte in französischen und internationalen Publikationen zahlreiche Artikel, darunter zur sympathischen Systemchirurgie und zur Pathologie der Wirbelarterie, und entwickelte ein Operationsverfahren, das nach ihm benannt wurde: die Uncusectomie nach Jung.
Jung wurde mit dem Verdienstorden der französischen Ehrenlegion ausgezeichnet sowie mit dem Ordre des Palmes académiques, einer der höchsten Auszeichnungen für Verdienste im französischen Bildungswesen.

## Tagebuch
Seine Tagebuchaufzeichnungen aus den Berliner Jahren konnten seit einigen Jahren mit Hilfe seines Sohnes Frank Jung und dessen Ehefrau Marie-Christine Jung ausgewertet werden. Bedeutende Teile daraus publizierte 2019 der Historiker Christian Hardinghaus, dem das Tagebuch durch den Sohn Jungs anvertraut wurde, in seiner Biographie Ferdinand Sauerbruch und die Charité. Zuvor Einblick darin erhielten auch Lucas Delattre und die Drehbuchautorinnen Sabine Thor-Wiedemann und Dorothee Schön der Fernsehserie Charité, in deren zweiter Staffel Jung eine prominente Rolle spielt.